# Tullio Visioli
Tullio Visioli (Cremona, 27 ottobre 1957) è un compositore, flautista, cantante e didatta italiano.
La sua attività musicale spazia dal concertismo alla direzione di coro, dalla didattica pedagogica strumentale e vocale, all'arteterapia sonora. La sua attività compositiva si rivolge alla coralità, con particolare attenzione a quella dei bambini e dei ragazzi. Ha scritto anche per banda, flauti dolci, orchestra, e per il teatro. Ha fondato nel 1990 l'ensemble Laudanova con il quale ha pubblicato Luce della luce, Il tempo e i silenzi.

## Biografia
Tullio Visioli è nato il 27 ottobre 1957 a Cremona. Studia composizione e si diploma in Didattica della musica con Carlo Delfrati al Conservatorio Arrigo Boito di Parma. Parallelamente alla composizione, studia flauto dolce e pianoforte, ed inoltre si specializza nel canto con Pietro Bottazzo e Angelo Giachini.

## Attività compositiva e didattica

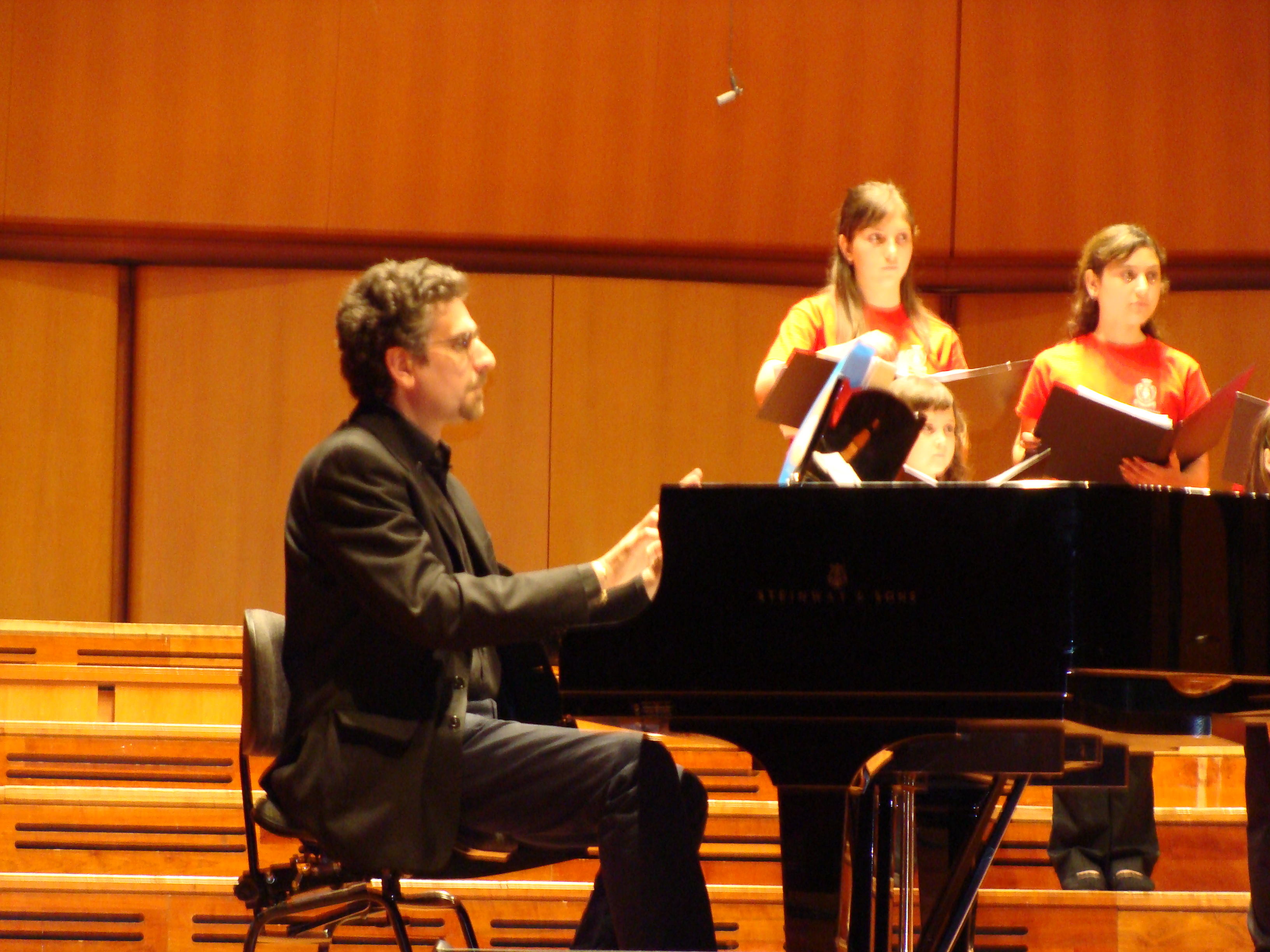
Tullio Visioli in concerto alla sala Santa Cecilia dell'Auditorium di Roma

Dal 1990 è attivo nella composizione soprattutto per cori di voci bianche ricevendo diversi premi e riconoscimenti. Dal 2000 al 2004 e ancora dal 2006 al 2010 è segnalato e premiato alla rassegna di nuove composizioni Primesecuzioni indetta dall'associazione Aureliano di Bruna Liguori Valenti.
Scrive oltre ai brani corali, anche brani per teatro, orchestra e gruppi musicali che esegue per la maggior parte assieme all'ensemble Laudanova. Nel 2006 compone per banda, orchestra di fiati e voce recitante La torta in cielo, ispirata al racconto di Gianni Rodari, su un adattamento del testo di Giovanni Sorgente. Nel 2008 su commissione del comune di Monterotondo scrive la Cantata dei diritti universali per coro e orchestra di bambini e ragazzi. 

Dal 1990 insegna flauto dolce e dirige cori di voci bianche presso la Scuola Popolare di Musica di Testaccio (SPMT). Dal 1999 è docente per i Laboratori di Educazione al suono e alla musica della facoltà di Scienze della formazione dell'Università Lumsa di Roma.
Dal 2004 insegna Esperienza del canto presso la Scuola di artiterapie ad orientamento psicofisiologico integrato diretta da Vezio Ruggeri e dal 2006 Arteterapia musicale presso il Master in tecniche espressive e artiterapie della S.I.P.E.A. e per il Corso di Counseling della Fondazione Fatebenefratelli. Ha scritto inoltre alcuni libri sul tema dell'insegnamento del canto.

## Attività concertistica e collaborazioni
Ha partecipato come solista a prime esecuzioni di musica sacra, operistica e da camera, registrando recital per la RAI, Radio Vaticana, France 2 e per la W.N.Y.C. (World New York City Radio). Ha collaborato con formazioni quali i Cameristi vocali italiani diretti da Giovanni Acciai, il Coro polifonico della RAI di Roma e il Coro lirico-sinfonico della RAI di Torino diretto da G. Bizzarro. 

Nel 1991 costituisce a Roma l'ensemble Laudanova, un progetto di ricerca dedicato alla creazione di un repertorio contemporaneo con forti richiami alla tradizione musicale italiana e alla musica sacra orientale. Con Laudanova si esibisce a Roma, Strasburgo, Parigi presso l'Auditorium della Tour Eiffel, Nizza presso la Chapelle Matisse e nel 2002 a New York presso l'Auditorium del Metropolitan Museum. Ha inciso come compositore, cantante e solista di flauto dolce per Arion e Al Sur. 

Dall'inizio dei suoi studi musicali si occupa di pedagogia e didattica musicale come relatore a convegni e svolgendo corsi di aggiornamento e formazione, collaborando con l'Università degli Studi di Parma, l'Università degli Studi di Cassino, L'Università La Sapienza di Roma, la Scuola Musicale di Milano, L'Istituto Musicale Briccialdi di Terni, la Società Italiana di Educazione Musicale (SIEM) e la RAI. Nel corso degli anni ha coordinato iniziative quali: formazione musicale di base, concerti per le scuole e corsi di strumento e canto corale sia in campo scolastico, Universitario e in altre realtà di tipo associativo come scuole di musica, teatri.
Nel 2008 e nel 2009 ha collaborato come direttore di coro di voci bianche e esperto di vocalità con il settore Education dell'Accademia nazionale di Santa Cecilia.